# Anna-Karin Broth
Anna-Karin Broth, tidigare Nilsson, född 29 oktober 1967 i Luleå domkyrkoförsamling i Norrbottens län, är en svensk militär.

## Biografi
Anna-Karin Broth avlade sjöofficersexamen 1991 och utnämndes samma år till fänrik i flottan, varefter hon befordrades till löjtnant 1994. Hon tjänstgjorde under andra hälften av 1990-talet vid 2. ytattackflottiljen (1998 namnändrad till 2. ytstridsflottiljen) och befordrades 1996 till kapten. Hon var senare fartygschef på korvetten Sundsvall.[källa behövs] Hon har arbetat med operativ planering, främst inom insatser och beredskap varvid hon har haft stabsbefattningar vid ytstridsflottilj och i Insatsstaben vid Högkvarteret. Hon har även tjänstgjort i Marinavdelningen i Produktionsledningen vid Högkvarteret och varit militärsakkunnig för marina frågor vid Försvarsdepartementet. År 2009 befordrades hon till kommendörkapten och blev därmed den första kvinnan i den tjänstegraden, liksom hon tidigare var första kvinnliga chefen på ett stridsfartyg. Under första hälften av 2010-talet var hon chef för 41. korvettdivisionen vid Berga örlogsbas. I mitten av 2010-talet studerade hon ett år vid Naval Command College på U.S. Naval War College i Newport. Broth befordrades 2016 till kommendör och var från den 1 oktober 2016 till våren 2019 chef för Militärhögskolan Karlberg.
Anna-Karin Broth invaldes 2013 som ledamot av Kungliga Örlogsmannasällskapet. Hon var också adjutant hos kronprinsessan Victoria till 2020.